# Jørgen Pedersen Gram

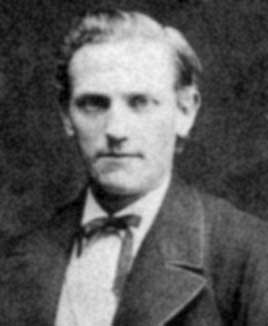
Jørgen Pedersen Gram

Jørgen Pedersen Gram (27. června 1850 Nustrup, Dánsko – 29. dubna 1916 Kodaň, Dánsko) byl dánský matematik. Je známý zejména díky Gramově-Schmidtově ortogonalizačnímu procesu na nalezení ortonormální báze unitárního prostoru. Pracoval také v oblasti teorie čísel a jeho jméno nesou také Gramovy matice.